# Rika (Fluss)
Die Rika (ukrainisch Ріка, ungarisch Nagy-ág) ist ein Fluss in der Westukraine in der Oblast Transkarpatien im Einzugsgebiet der Theiß.
Der Fluss entsteht auf 583 m Höhe beim Ort Torun im Rajon Mischhirja in den Waldkarpaten durch den Zusammenfluss des Pryslop und der Torunka, fließt dann in südliche Richtung vorbei an Mischhirja und mündet bei der Stadt Chust in die Theiß.

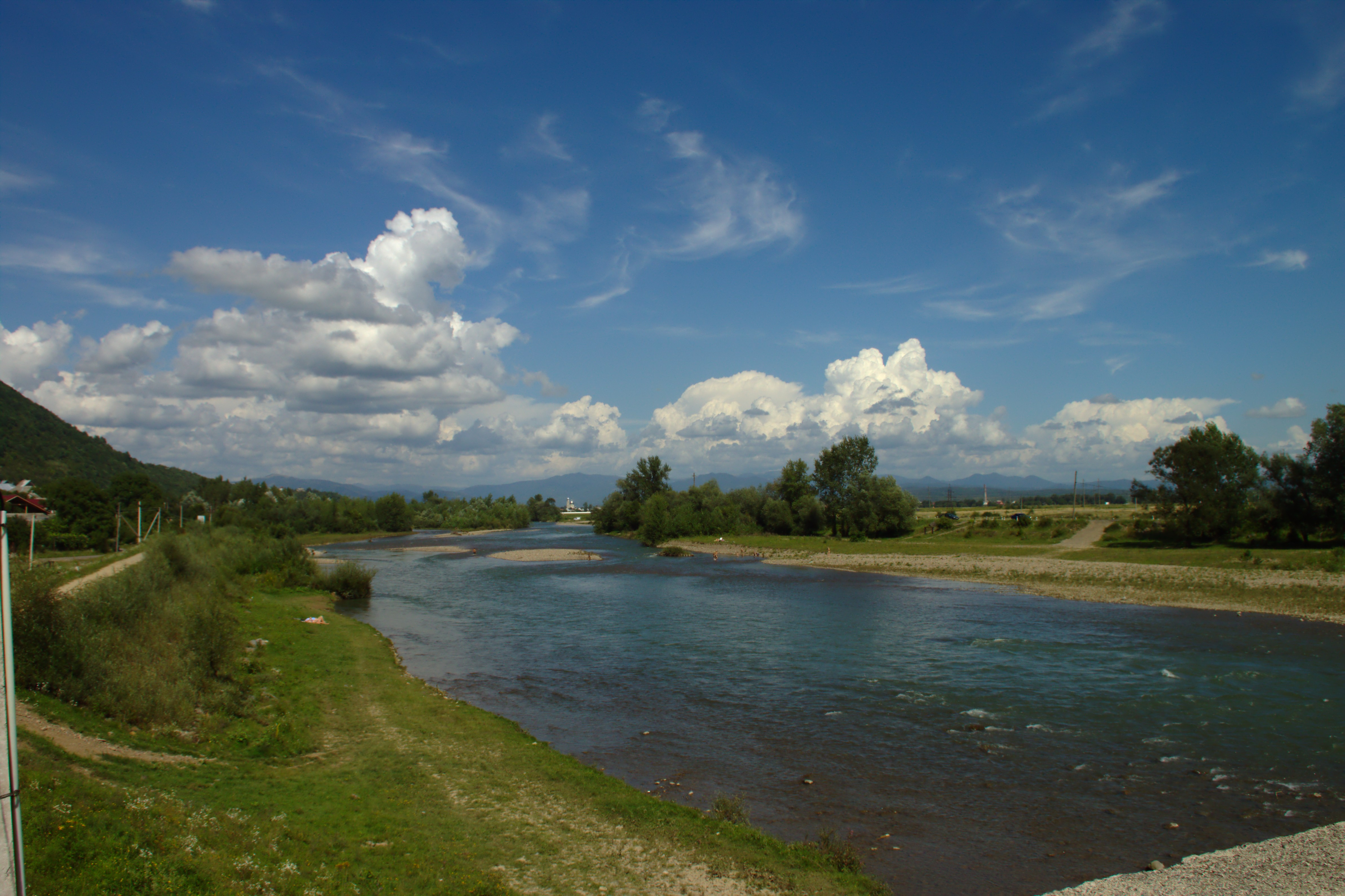
Die Rika bei Chust

Die Gesamtlänge des Flusses beträgt 92 Kilometer, das gesamte Wassereinzugsgebiet beträgt 1240 km².